# Richard J. Ablin
Richard J. Ablin (* 15. května 1940) je americký lékař a vědec, nejvíce známý pro výzkum rakoviny prostaty. V roce 1970 identifikoval PSA – prostatický specifický antigen, který se používá jako test rakoviny prostaty.
V roce 1967 absolvoval State University of New York v Buffalu. Působí jako profesor patologie na University of Arizona. Je autorem knihy The Great Prostate Hoax.

## Dílo
- A retrospective and prospective overview of prostate-specific antigen Journal of cancer research and clinical oncology, 1997
- An appreciation and realization of the concept of cryoimmunology, 1995
- Handbook of cryosurgery, 1980